# Emericellopsis sphaerospora
Emericellopsis sphaerospora är en svampart som beskrevs av Udagawa & Furuya 1988. Emericellopsis sphaerospora ingår i släktet Emericellopsis, ordningen köttkärnsvampar, klassen Sordariomycetes, divisionen sporsäcksvampar och riket svampar.   Inga underarter finns listade i Catalogue of Life.